# Orinomana bituberculata
Espèce
Synonymes
- Uloborus bituberculatus Keyserling, 1881
- Orinomus lamprus Chamberlin, 1916

Orinomana bituberculata est une espèce d'araignées aranéomorphes de la famille des Uloboridae.

## Distribution
Cette espèce se rencontre en Équateur et au Pérou.

## Description
La femelle décrite par Opell en 1979 mesure 4,8 mm.

## Publication originale
- Keyserling, 1881 : Neue Spinnen aus Amerika. III. Verhandlungen der Kaiserlich-Königlichen Zoologisch-Botanischen Gesellschaft in Wien, vol. 31, p. 269-314 (texte intégral).